# SCV32
Galaxy A8 SCV32（ギャラクシー エーエイト エスシーブイサンニー）は、韓国のサムスン電子（輸入元：サムスン・テレコミュニケーションズ・ジャパン）によって日本国内向けに開発された、auブランドを展開するKDDIおよび沖縄セルラー電話の第3.9世代移動通信システム（au 4G LTE/au VoLTE）、第4世代移動通信システム（au 4G LTE CA/WiMAX2+）対応スマートフォンである。

## 概要
au向けGalaxyシリーズでは初めてのミッドレンジ端末かつ発売時点auスマートフォンとして最薄の厚さ6ミリメートルを誇るスマートフォン、au向けにCPU・ROM容量が変更され、日本独自機能としてワンセグ・フルセグ・おサイフケータイおよびau VoLTEのサービスにも対応している。
これに伴い、日本国内での3G（CDMA2000 1x）エリアによる音声通話（CDMA2000 1xRTT）、およびデータ通信（1xEV-DO Rel.0/Rev.A/MC-Rev.A）にはそれぞれ非対応となる。